# موردستان (جم)
موردستان یک منطقهٔ مسکونی در ایران است که در دهستان کوری واقع شده‌است. براساس سرشماری مرکز آمار ایران در سال ۱۳۹۵، این روستا کمتر از سه خانوار جمعیت داشته‌است.